# Sina Weibo
A Sina Weibo Kína legnépszerűbb mikroblog weboldala, melynek több mint 300 millió regisztrált felhasználója van, és ezzel a Twitter egyik legnagyobb vetélytársa. A Sina Weibót egyszerűen vejpo (weibo)-nak is nevezik, ami a „mikroblog” kínai megfelelője, és általában a Sina Weibót értik rajta, bár más mikroblogszolgáltatók is működnek Kínában. Naponta mintegy 100 millió üzenetet küldenek rajta.

## Társadalmi hatása
A mikroblogolás a cenzúra miatt Kínában komoly önkifejezési eszközzé vált a lakosság számára, a mikroblogokat felhasználják társadalmi felhívásokra, összefogásokra is. Mivel rengetegen használják és egy-egy üzenetet egyszerre milliók is láthatnak, a hatóságokra és a politikusokra is nyomást gyakorol. A mikrobloggerek összefogása elérte például, hogy a hatóságok közzétegyék Peking légszennyezettségi adatait, amiket korábban  titkoltak.